# 凌淑芬
凌淑芬，本名林淑芬，1990年代中期以來最受歡迎的台灣愛情小說作家之一，生於台灣台北。大學主修新聞系，曾留學美國。
1994 年7月以筆名凌淑棻於林白出版社（即現時的狗屋/果樹出版）出版第一部作品《妳是我不變的期待》。1995年10月，以筆名凌淑芬轉投禾馬文化事業有限公司。暢銷作品包括《冷冬寒梅》等。
自2017年起於城邦集團／春光出版公司開始出版浪漫冒險類小說。

## 作品集

### 《林白出版社》

#### 單行本
- 薔薇情話030　　　遇見妳，認栽！（1995/06）
- 薔薇情話060　　　水樣的女人（1995/11）
- 薔薇情話146　　　我的冤家是偶像（1996/08）
- 薔薇情話230　　　小玉兒傳奇（1997/02）
- 薔薇情話270　　　愛情躲貓貓（1997/05）
- 薔薇情話281　　　嗨！上班女郎（1997/06）

#### 賀氏系列
- 薔薇情話005　　　你是我不變的期待（1994/07）
- 薔薇情話012　　　情方璀璨（1994/12）
- 薔薇情話035　　　不肯上車的新娘（1995/07）

#### 吳氏公寓系列
- 薔薇情話005　　　丘比特的舞步（1994/09）
- 薔薇情話016　　　愛神射錯箭（1995/02）
- 薔薇情話040　　　維納斯的靈藥（1995/08）

#### 歐亞一號系列
- 薔薇情話022　　　追貓方程式（1995/04）

### 《禾馬文化》

#### 單行本
- 珍愛J279　　　　 俏皮小妞（1996/05）
- 甜蜜口袋SP022　　灰雪（2002/03）
- 珍愛J2270　　　　剛柔並濟（2002/08）
- 珍愛J2325　　　　柔能克剛（2002/10）
- 珍愛J2610　　　　我們等著瞧（2003/12）
- 珍愛晶鑽BK081　　時間線（2011/02）
- 珍愛晶鑽BK117　　窺（2012/02）
- 珍愛晶鑽BK143　　時間點（2013/02）

#### 陰同學系列
- 珍愛J3202　　　　壞家教（2008/06）
- 珍愛晶鑽BK041　　好學生（2009/12）
- 珍愛晶鑽BK053　　陰同學（2010/02）
- 珍愛晶鑽BK096　　陰大人（2011/07）

#### (續)賀氏系列
- 珍愛J600　　　　 冷冬寒梅（1997/09）

#### (續)吳氏公寓系列
- 珍愛J354　　　　 月老的惡作劇（1996/10）
- 珍愛J1888　　　　紅娘的替死鬼（2001/02）
- 珍愛J1905　　　　媒人的公式英雄（2001/03）

#### (續)歐亞一號系列
- 珍愛J213　　　　 帥哥有難（1995/10）
- 珍愛J701　　　　 吹個口哨來聽聽（1997/12）

#### 風塵三俠系列
- 珍愛J243　　　　 爆笑俠侶（1996/01）
- 珍愛J264　　　　 秀逗大俠（1996/02）
- 珍愛J295　　　　 嬌女出招（1996/06）

#### 海鳥社系列
- 珍愛J312　　　　 四季豆戀曲（1996/07）
- 珍愛J324　　　　 貓兒眼續曲（1996/08）
- 珍愛J334　　　　 變色龍終曲（1996/09）

#### 沙漠系列
- 珍愛J400　　　　 偷心契約（1997/01）
- 珍愛J1330　　　　失心奇劫（1999/08）
- 珍愛J2001　　　　沙漠浪子（2001/07）
- 珍愛J2849　　　　沙漠青梅（2005/02）

#### 葉氏三姝系列
- 珍愛J427　　　　 茂盛少女心（1997/02）
- 珍愛J499　　　　 無端嫁得金龜婿（1997/05）
- 珍愛J548　　　　 男傭正傳（1997/07）

#### 夢幻敗家子(張氏兄妹)系列
- 珍愛J1420　　　　別愛那麼多（1999/11）
- 珍愛J2020　　　　只愛一點點（2001/08）
- 甜蜜口袋SP009　　我的愛情淺（2002/02）

#### 七星傳奇系列
- 珍愛J1777　　　　自找苦吃（2000/10）
- 珍愛J3089　　　　無行浪子（2007/05）
- 珍愛晶鑽BK121　　山重水複（2012/04）
- 珍愛晶鑽BK131　　主上（上）（2012/09）
- 珍愛晶鑽BK132　　主上（下）（2012/09）

#### 上真花坊系列
- 珍愛J2200　　　　蛇來運轉（2002/05）
- 珍愛J3033　　　　願望的盡頭（2006/11）

#### 童話系列
- 珍愛J2415　　　　王子想見公主（2003/03）
- 珍愛J2488　　　　皇后不要國王（2003/06）
- 珍愛J2545　　　　女王征服王夫（2003/09）
- 珍愛J2888　　　　大王不敵太后（2005/07）

#### 山村外一章系列
- 珍愛J2680　　　　拼圖（2004/03）
- 珍愛J2745　　　　動心（2004/06）
- 珍愛J2780　　　　胎記（2004/09）
- 珍愛J2920　　　　傳說（2005/10）
- 珍愛J3185　　　　仙人跳（2008/04）
- 珍愛晶鑽BK068　　正義魔人（2010/09）
- 珍愛晶鑽BK150　　萬人迷（2013/06）

#### 壞男人啟示錄系列
- 珍愛J2953　　　　十分鐘的女主角（2006/02）
- 珍愛J2985　　　　情在不能醒（2006/06）
- 珍愛J3006　　　　壞心女配角（2006/08）
- 珍愛J3057　　　　如何沒有妳？（2007/02）
- 珍愛J3126　　　　書呆與賭徒（2007/10）
- 珍愛J3166　　　　奇貨可居（2008/02）

#### 烽火系列
- 珍愛晶鑽BK001　　革命（2008/08）
- 珍愛晶鑽BK002　　建國（2008/08）
- 珍愛晶鑽BK005　　拓荒（2008/10）
- 珍愛晶鑽BK009　　傳承（2008/12）
- 珍愛晶鑽BK013　　情關（2009/02）
- 珍愛晶鑽BK029　　開創（上）（2009/08）
- 珍愛晶鑽BK030　　開創（下）（2009/08）

#### 番外
- 晶鑽名家璀璨100嚴選特典（2011/12）
- 開陽·路殺（2013/02）

#### 反面童話系列
- 珍愛晶鑽BK157　　白雪公主 (2013/09)
- 珍愛晶鑽BK162　　仙履奇緣 (2014/02)
- 珍愛晶鑽BK171　　小紅帽　 (2014/05)
- 珍愛晶鑽BK182　　壞皇后　 (2014/08)

### 《城邦集團／春光出版公司》
奇幻冒險類：

#### 遺落之子系列
- 遺落之子輯一：荒蕪烈焰 (2017/04)
- 遺落之子輯二：末世餘暉 (2017/06)
- 遺落之子輯三：曙光再現 (2017/11)

#### 烽火再起系列
- 烽火再起輯一：墨血風暴 (2019/02)
- 烽火再起輯二：廢境之戰 (2019/07)
- 烽火再起輯三：絕境重生 (2020/02)

## 外部連結
- 凌淑芬臉書官方粉絲頁
- 禾馬文化官方網站專訪
- 誠品《提案》雜誌2017年6月號人物專訪：凌淑芬（页面存档备份，存于）